# Шешили
Шешили (пол. Szeszyły) — село в Польщі, у гміні Ботьки Більського повіту Підляського воєводства. Населення — 44 особи (2011).

## Історія
Вперше згадується у 1540-ві роки. У 1880-х роках у селі заснована церковна школа грамоти (просвіти), у якій навчалося 25 учнів. У 1975—1998 роках село належало до Білостоцького воєводства.

## Демографія
Демографічна структура станом на 31 березня 2011 року:
|          | Загалом | Допрацездатний вік | Працездатний вік | Постпрацездатний вік |
| -------- | ------- | ------------------ | ---------------- | -------------------- |
| Чоловіки | 20      | 1                  | 5                | 14                   |
| Жінки    | 24      | 3                  | 5                | 16                   |
| Разом    | 44      | 4                  | 10               | 30                   |

У 1929 році у селі мешкали 52 родини.

## Галерея

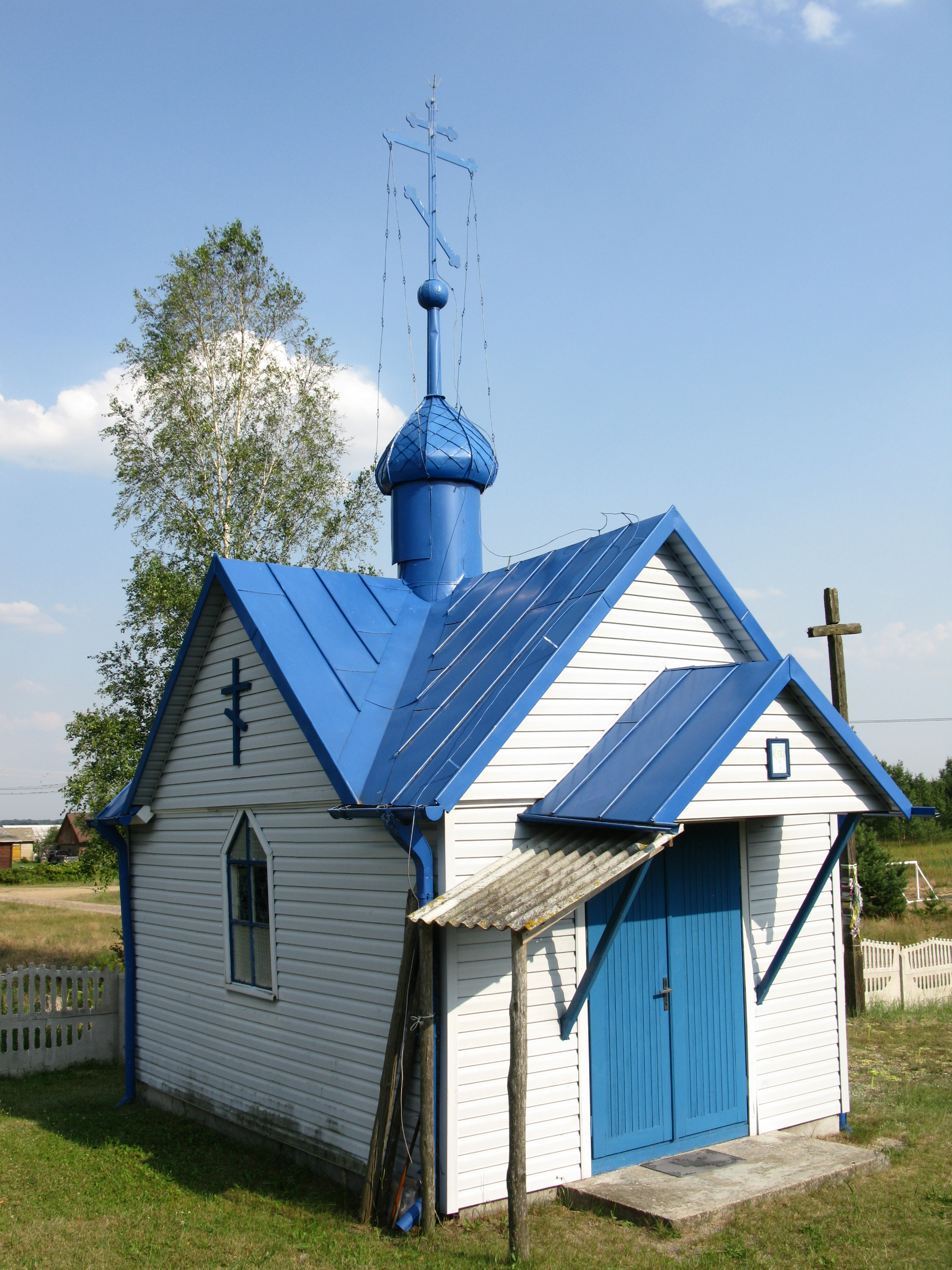
Каплиця Святого Пантелеймона на кладовищі
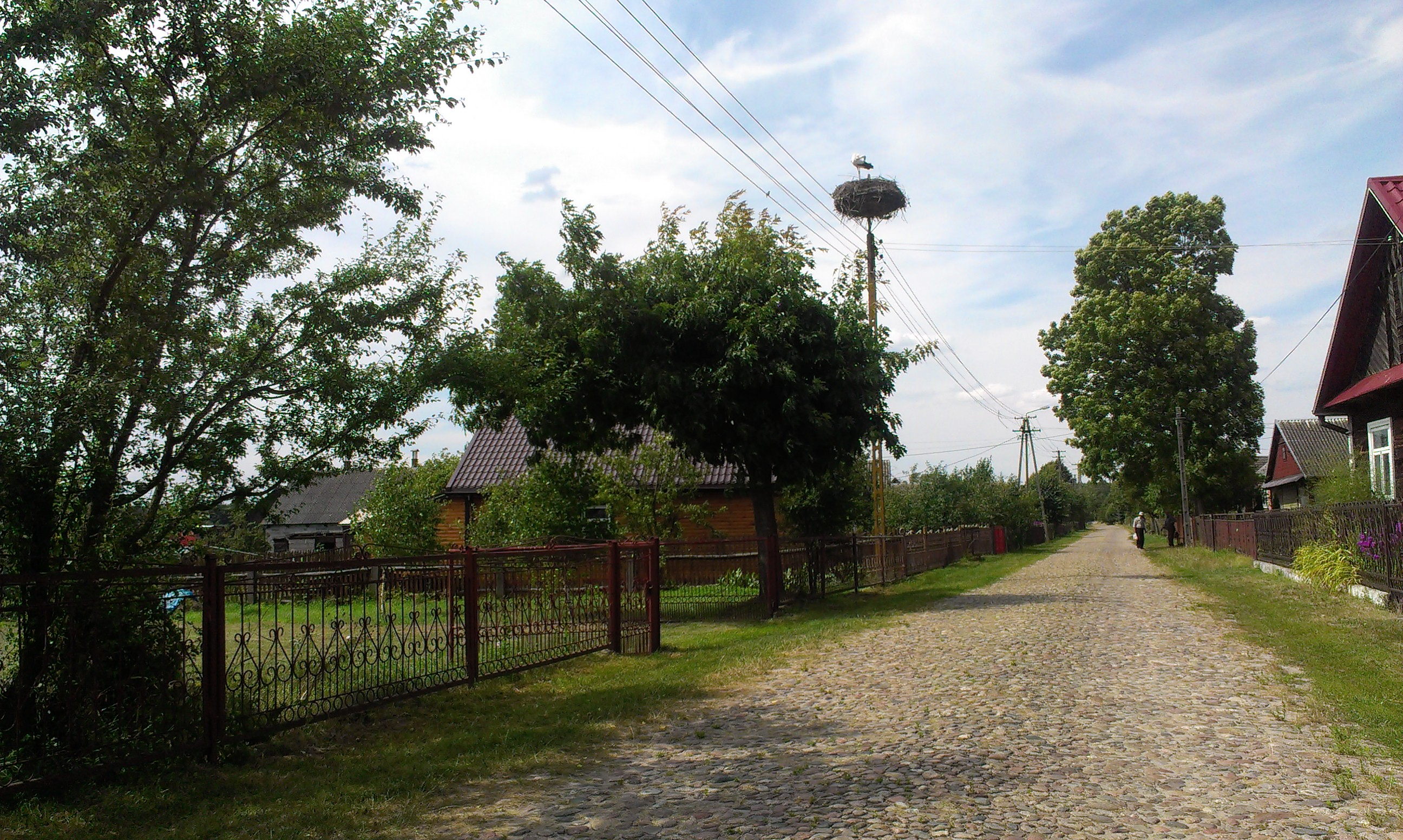
Вулиця